# Rushville (Illinois)
Rushville ist eine City im Mittleren Westen der USA und Verwaltungssitz des Schuyler County im Bundesstaat Illinois. 

## Geografie
Laut United States Census Bureau besitzt Rushville eine Gesamtfläche von 4,1 km².

Das Gebiet um Rushville ist durch die Landwirtschaft geprägt. Hauptanbauprodukt ist Mais.

Rushville besitzt zwei Grundschulen, eine Middle- sowie eine High School. Die Rushville High School wurde 2005 in Rushville-Industry High School umbenannt.

## Bevölkerung
Rushville hat eine Bevölkerungszahl von 3192 Einwohnern (2010). Die Bevölkerungsdichte beträgt 778,5 Einwohner pro km². Die Bevölkerung setzt sich überwiegend aus Weißen zusammen (95,2 %).

### Demografische Daten
Rushville besitzt 1.420 Haushalte (2010).
Die durchschnittliche Haushaltsgröße beträgt 2,20 und die durchschnittliche Familiengröße 2,76. Das Durchschnittsalter beträgt 41,7 Jahre.

Das Durchschnittseinkommen eines Haushaltes beträgt 30.450 USD.

## Geschichte
Rushville wurde am 6. März 1826 zunächst als Rushton gegründet. Es wurde nach dem aus Philadelphia stammenden Mediziner Dr. William Rush benannt.
Am 24. April 1826 wurde Rushton in Rushville umbenannt.

## Bilder

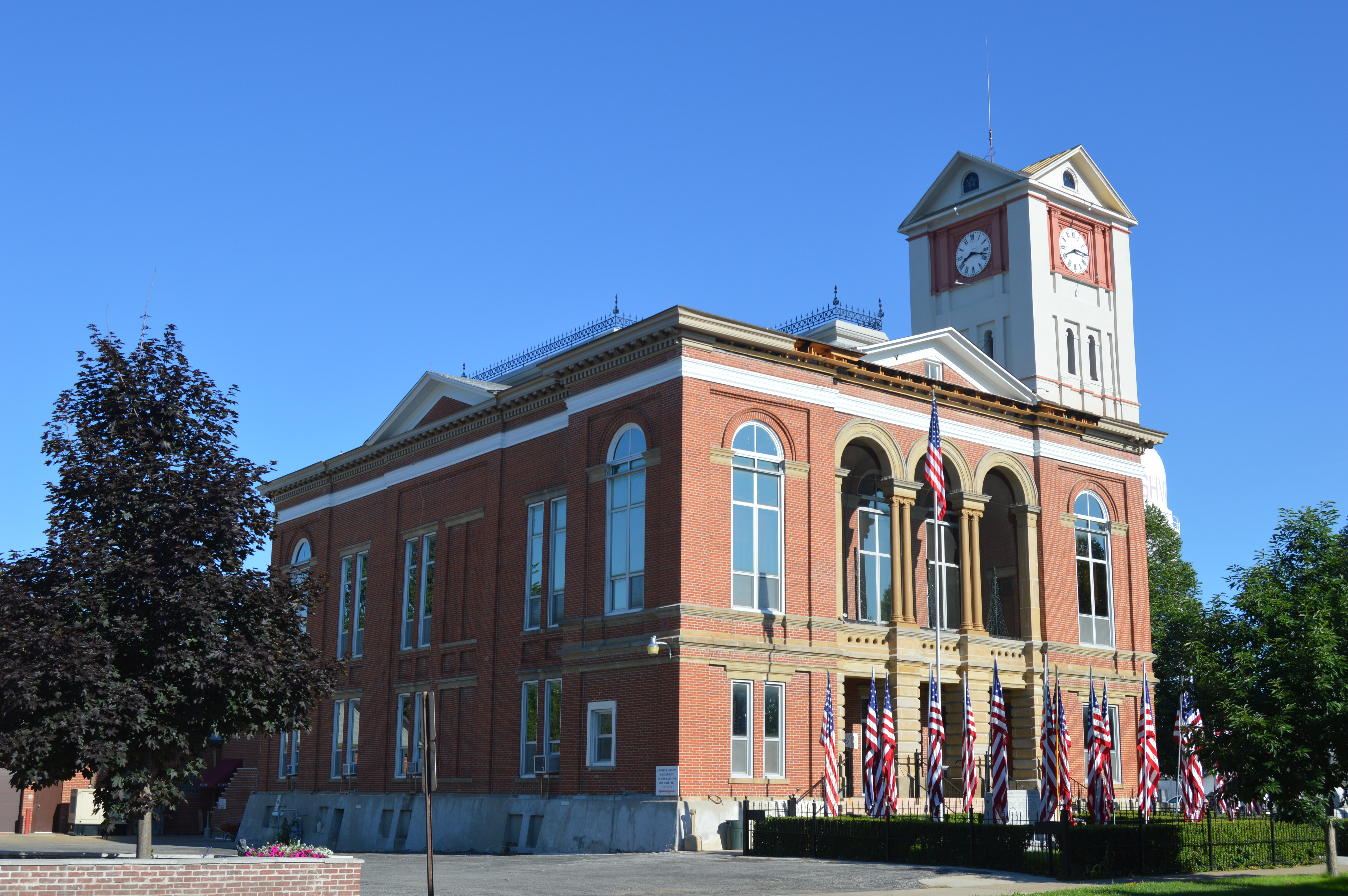
Gerichtsgebäude von Schuyler County (Illinois) in Rushville, erbaut 1882
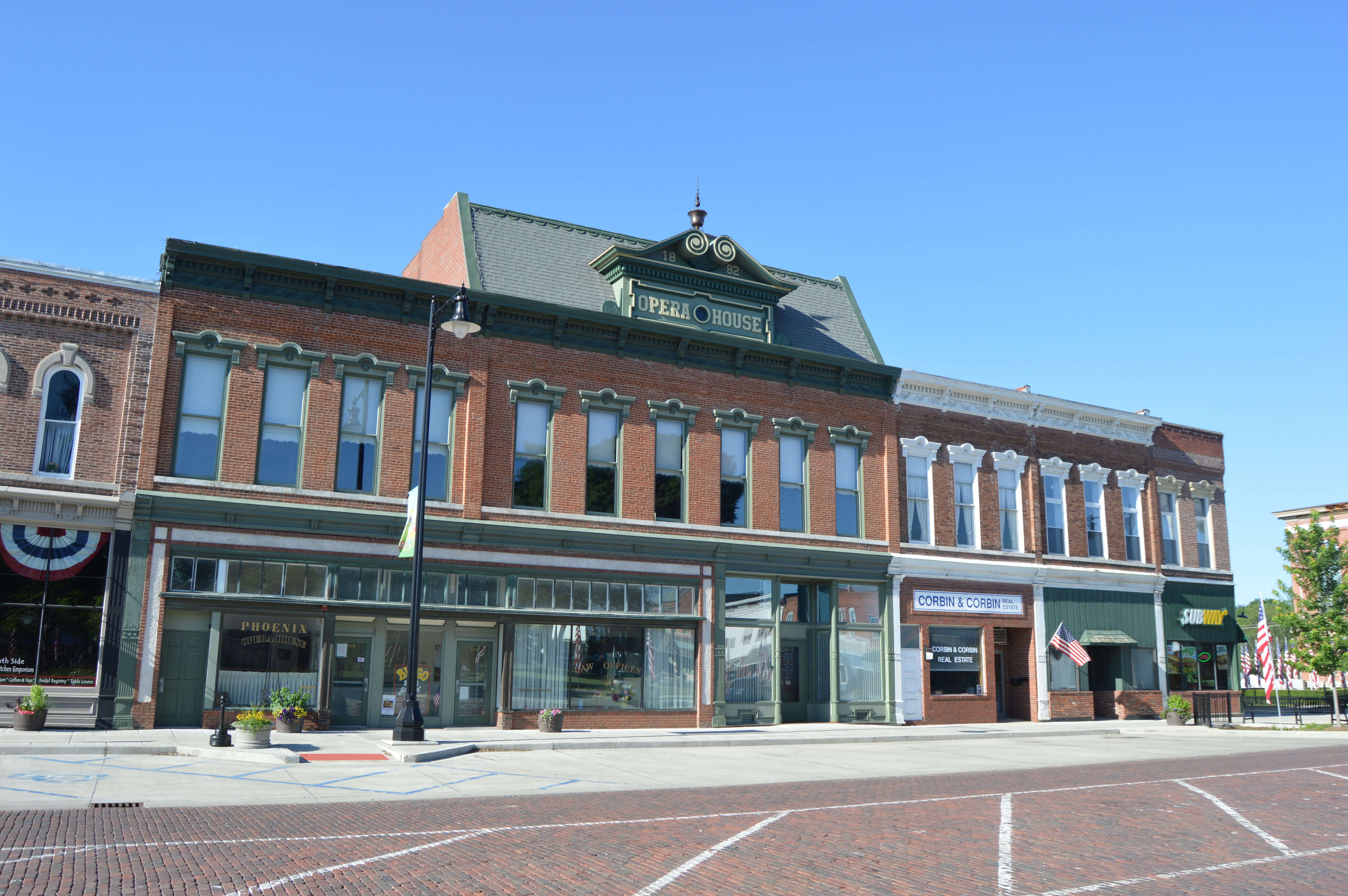
Phoenix Opera House Block von der Nordseite
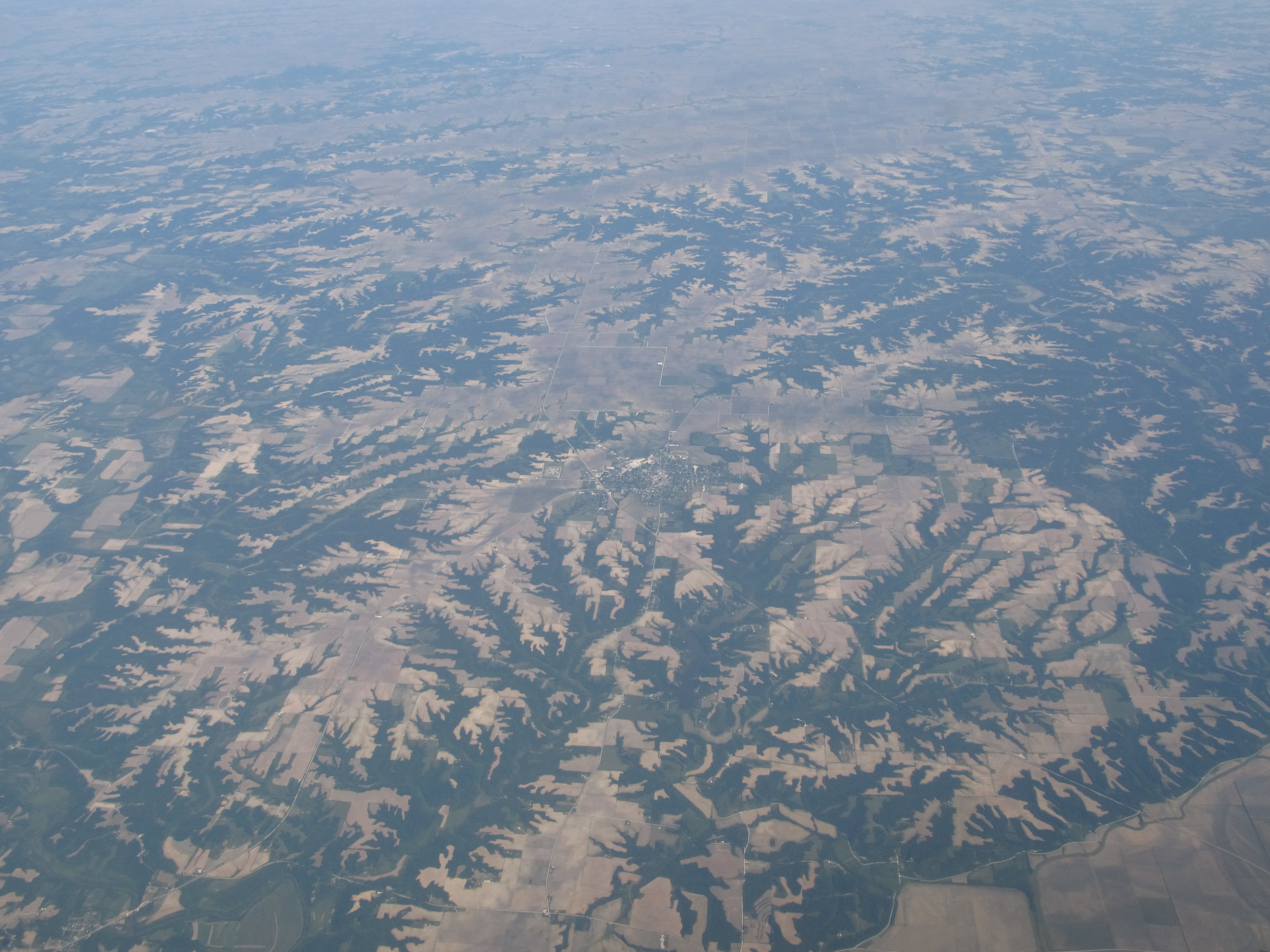
Luftbild der Stadt

## Söhne und Töchter der Stadt
- Francis M. Drake (1830–1903), Politiker
- Helen West Heller (1872–1955), Malerin, Grafikerin, Dichterin, Illustratorin und Aktivistin
- Wesley Clair Mitchell (1874–1948), Ökonom
- Howard Greer (1886–1974), Modedesigner